# Kaira (zoologia)
Kaira O. P.-Cambridge, 1889 è un genere di ragni appartenente alla famiglia Araneidae.

## Distribuzione
Le 16 specie oggi note di questo genere sono state rinvenute nelle Americhe: 12 specie sono state rinvenute in America meridionale, 5 in America centrale e 4 in America settentrionale.

## Tassonomia
L'originale denominazione data da O. P.-Cambridge a questo genere è Kaira; la dicitura Caira presente nelle pubblicazioni successive di Simon e adoperata nella creazione del nome del genere Ideocaira Simon, 1903, è da ritenersi un refuso.
Considerato un sinonimo anteriore di Pronarachne Mello-Leitão, 1937a e di Macpos Mello-Leitão, 1940a a seguito di analisi svolte sugli esemplari tipo Macpos monstruosus Mello-Leitão, 1940a dall'aracnologo Levi e pubblicate in un suo lavoro (1977b).
Inoltre è sinonimo anteriore di Haliger Mello-Leitão, 1943a secondo gli studi sugli esemplari tipo di Haliger corniferus Mello-Leitão, 1943a effettuati da Levi in un suo lavoro (1993c) in cui li ha trasferiti alla famiglia Theridiosomatidae.
Dal 2003 non sono stati esaminati esemplari di questo genere.
A marzo 2014, si compone di 16 specie:
- Kaira alba (Hentz, 1850) - USA, Messico
- Kaira altiventer O. P.-Cambridge, 1889 - dagli USA al Brasile
- Kaira candidissima (Mello-Leitão, 1941) - Argentina
- Kaira cobimcha Levi, 1993 - Brasile
- Kaira conica Gerschman & Schiapelli, 1948 - Brasile, Argentina
- Kaira dianae Levi, 1993 - Perù
- Kaira echinus (Simon, 1897) - Brasile, Argentina
- Kaira electa (Keyserling, 1883) - Brasile
- Kaira erwini Levi, 1993 - Perù
- Kaira gibberosa O. P.-Cambridge, 1890[2] - dal Messico al Brasile
- Kaira hiteae Levi, 1977 - USA
- Kaira levii Alayón, 1993 - Cuba
- Kaira sabino Levi, 1977 - USA
- Kaira sexta (Chamberlin, 1916) - dal Guatemala al Brasile
- Kaira shinguito Levi, 1993 - Perù
- Kaira tulua Levi, 1993 - Colombia